# یوچبی
یوچبی (به لاتین: Uchbay) یک منطقهٔ مسکونی در قرقیزستان است که در استان اوش واقع شده‌است.

## خصوصیات
یوچبی ۱٬۲۸۶ متر بالاتر از سطح دریا واقع شده‌است.